# Семистрільна ікона Божої матері
Семистрельна ікона Божої Матері — шанована в Українській Православній Церкві ікона Богородиці. Відведені для її шанування дні: 15 лютого та 26 серпня за юліанським календарем. Рішенням синоду ПЦУ 14 липня, святкування Семистрільної і низку інших ікон Богородиці було прибрано.

## Історія
Первообраз ікони походить з Тошенської церкви на честь апостола Іоанна Богослова поблизу Вологди на березі річки Тошні. За переказами, ікона була придбана селянином Кадниковського повіту. Звернену ликом донизу на сходах дзвіниці церкви ікону приймали за звичайну дошку, по якій ходили, поки не було видіння чоловікові, що він отримає зцілення після молитви перед цією іконою. Перед знайденою іконою відслужили молебень, після чого хворий одужав. Особливо ікона прославилася в 1830 році, коли у Вологді лютувала холера. Після 1917 року ікона зникла з Івано-Богословської церкви.
Справжній, автентичний образ — ікона Семистрільна — зараз перебуває у Свято-Лазаревській церкві, вже в самій Вологді. У цьому храмі ікону розмістили з 1945 року, після завершення німецько-радянської війни.
Перший список «Семистрільної» також є в храмі на честь святого Архістратига Михаїла у місті Москва. Інший список — у селі Бачуріно Московської області. Свято-Покровському жіночому монастирі в с. Турковиці Люблінсько-Холмської єпархії Польщі така ікона була подарована митрополитом Донецьким і Маріупольским Іларіоном. 15 липня 2020 року під час Божественної літургії на честь покровительки монастиря — Турковицької ікони Пресвятої Богородиці в Покровському монастирі сталося чудо — замироточила ікона Пресвятої Богородиці «Семистрільна».
Ікона має давнє походження (у виданнях ХІХ століття вказується, що їй не менше 500 років). Образ був написаний на полотні, наклеєному на дошку, що дозволяє датувати його XVIII століттям (можливо, він був зроблений з невідомого образу XVII століття). Діва Марія зображена пронизаною сімома стрілами.

## Особливості
На Семистрільній іконі Божа Матір зображена зі схиленою праворуч головою, а в її серце та груди проникають сім стріл — три праворуч і чотири ліворуч. Іконографія подібна до ікони Богородиці «Пом'якшення злих сердець» або «Симеонове прорікання», яка має свої особливості — по три мечі (стріли) розташовуються ліворуч й праворуч від Богородиці та сьомий розташований знизу. В обидвох випадках Богоматір одна — без немовляти на руках, і такі образи створюються з метою її прославлення. Ці ікони зараз вважаються різновидами одного іконографічного типу.
Віруючі просять перед чином про примирення ворогуючих та позбавлення жорстокосердя.

## Богородичні ікони подібної іконографії
- Пом'якшення злих сердець або Симеонове пророцтво.
- Пристрасна ікона «А Тобі Самій зброя пройде душу».